# 381P/LINEAR-Spacewatch
381P/LINEAR-Spacewatch è una cometa periodica appartenente alla famiglia delle comete gioviane. 

## Scoperta
La cometa è stata scoperta il 2 ottobre 2000 , ma già dello stesso mese furono trovate immagini di prescoperta risalenti al 1 settembre 2000 , la sua riscoperta il 29 maggio 2019  ha permesso di numerarla.